# Michael Lukas Moeller

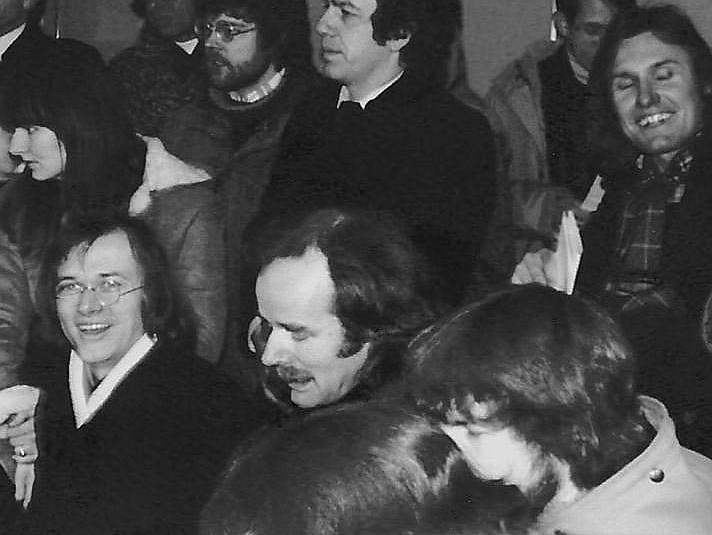
Michael Lukas Moeller (vorne, 2.v.l.) neben Enno von Denffer (links) 1979

Michael Lukas Moeller (* 26. Mai 1937 in Hamburg; † 7. Juli 2002 in Frankfurt am Main) war ein deutscher Psychotherapeut, Hochschullehrer und Sachbuchautor.

## Leben
Moeller – Sohn eines Industriellen – studierte Medizin und Philosophie an den Universitäten Hamburg, München und Berlin. An der Freien Universität Berlin wurde er 1967 mit der Dissertation Untersuchungen zur Psychodynamik der neurotischen Prüfungsangst promoviert. Nach einer Ausbildung zum Psychoanalytiker habilitierte sich Moeller im Jahr 1970 an der Justus-Liebig-Universität Gießen für das Fach Psychotherapie und Psychosomatische Medizin. Dort wurde er 1973 zum Professor für Psychohygiene ernannt. 1983 erhielt Moeller einen Ruf an die Johann Wolfgang Goethe-Universität Frankfurt am Main auf den Lehrstuhl für Medizinische Psychologie, wo er bis zu seinem Tod 2002 lehrte.
Ein organisches Leiden mit einer hohen Malignität veranlasste Moeller gegen Ende der 1980er Jahre, seine Ernährung auf die Rohkost-Instinktotherapie nach den Lehren von Guy Claude Burger umzustellen. Seine positiven Erfahrungen fasste er in dem Buch Gesundheit ist essbar zusammen, das 1989 erschien. Später rückte Moeller schrittweise von dieser strengen, potenziell sozial isolierenden Ernährungsweise ab. Die Möglichkeit einer unorthodoxen, lockeren Interpretation Burgers hatte er in seinem Buch bereits vorweggenommen, indem er sie wohlwollend würdigte.

## Leistungen

### Selbsthilfe
In besonderer Weise hat sich Michael Lukas Moeller um die Selbsthilfegruppen verdient gemacht. In den 1970er Jahren beschäftigte er sich mit dem Phänomen, dass der Austausch und eine wechselseitige Beratung von Menschen, die dasselbe Problem haben, helfen kann, das Problem zu lösen. Er kann als der wichtigste Gründer der neuen Selbsthilfegruppenbewegung in Deutschland gelten. Die durch ihn mitgegründete Deutsche Arbeitsgemeinschaft Selbsthilfegruppen und deren Projekt Nationale Kontaktstelle für Selbsthilfegruppen (NAKOS) in Berlin haben in den nachfolgenden Jahren dazu beigetragen, dass die Selbsthilfegruppen zu einem akzeptierten Bestandteil des Gesundheitssystems geworden sind. Die Arbeit dieser Gruppen wird u. a. von den gesetzlichen Krankenversicherungen finanziell unterstützt.

### Zwiegespräch
Moeller hat eine Selbsthilfemethode für Paare entwickelt, die er wesentliches Zwiegespräch nannte und die der Fortbildungsträger Dyalog verbreitete (für Dialog der Dyade). Die Methode basiert auf einer Mischung von psychoanalytischen Einsichten zur Paardynamik mit Regeln von Selbsthilfegruppen. Paare und Berater können sich in Zwiegesprächskompetenz schulen lassen. Nach der Trennung von seiner Ehefrau Marina Gambaroff hat Moeller die Methode über dezentrale Großseminare mit seiner Partnerin Célia Maria Fatia (* 1962) viele Jahre verbreitet. Nach Moellers Tod führte Fatia die Seminare eine Zeit lang fort.

## Auszeichnungen
- 2000: Otto-Mainzer-Preis für die Wissenschaft von der Liebe, ausgelobt von der Otto Mainzer Stiftung.
- 2002: Foulkes Lecture der Group Analytic Society in London, Thema: Love in the Group.

## Schriften
- Selbsthilfegruppen. Selbstbehandlung und Selbsterkenntnis in eigenverantwortlichen Kleingruppen. Rowohlt, Reinbek bei Hamburg 1978, ISBN 3-498-04259-9.
  - Neuausgabe: Selbsthilfegruppen. Anleitungen und Hintergründe. Rowohlt, Reinbek bei Hamburg 1996, ISBN 3-499-19987-4.
- Anders helfen. Selbsthilfegruppen und Fachleute arbeiten zusammen. Klett-Cotta, Stuttgart 1981, ISBN 3-129-05591-6.
- Die Liebe ist das Kind der Freiheit. Rowohlt, Reinbek bei Hamburg 1986, ISBN 3-498-04298-X.
- Gesundheit ist essbar. Ein Arzt lädt ein, sich natürlich zu ernähren und vom Kochen zu befreien. Goldmann, München 1989
- Die Wahrheit beginnt zu zweit. Das Paar im Gespräch. Rowohlt, Reinbek bei Hamburg 1990, ISBN 3-498-04320-X.
  - Neuausgabe: Die Wahrheit beginnt zu zweit. Das Paar im Gespräch. Rowohlt, Reinbek bei Hamburg 2002, ISBN 3-499-26384-X.
- Die Einheit beginnt zu zweit. Ein deutsch-deutsches Zwiegespräch. Mit Hans-Joachim Maaz. Rowohlt, Berlin 1991, ISBN 3-87134-027-8.
- Der Krieg, die Lust, der Frieden, die Macht. Rowohlt, Reinbek bei Hamburg 1992, ISBN 3-499-13175-7.
- Worte der Liebe. Erotische Zwiegespräche. Ein Elixier für Paare. Rowohlt, Reinbek bei Hamburg 1996, ISBN 3-498-04368-4.
- Gelegenheit macht Liebe. Glücksbedingungen in der Partnerschaft. Rowohlt, Reinbek bei Hamburg 2000, ISBN 3-498-04473-7.
- Wie die Liebe anfängt. Die ersten drei Minuten. Rowohlt, Reinbek bei Hamburg 2004, ISBN 3-499-61639-4.